# Burgstall Ettling
Der Burgstall Ettling ist eine abgegangene mittelalterliche Wasserburg auf 362 m ü. NHN unmittelbar östlich der Burgruine Ettling im gleichnamigen Ort Ettling, einem Gemeindeteil des Marktes Pförring im Landkreis Eichstätt in Bayern.
Die Turmhügelburg wird als Bodendenkmal unter der Aktennummer D-1-7135-0183 im Bayernatlas als „Burgstall des Mittelalters“ geführt. Die ovale Anlage erstreckte sich 130 m in Ost-West-Richtung und 90 m in Nord-Süd-Richtung. Eventuell war dies kelsbachabwärts eine Vorburg von der Burg Ettling. Von der abgegangenen Burg ist wegen rezenter Überbauung nichts mehr erhalten.